# Peter Viktor Braun

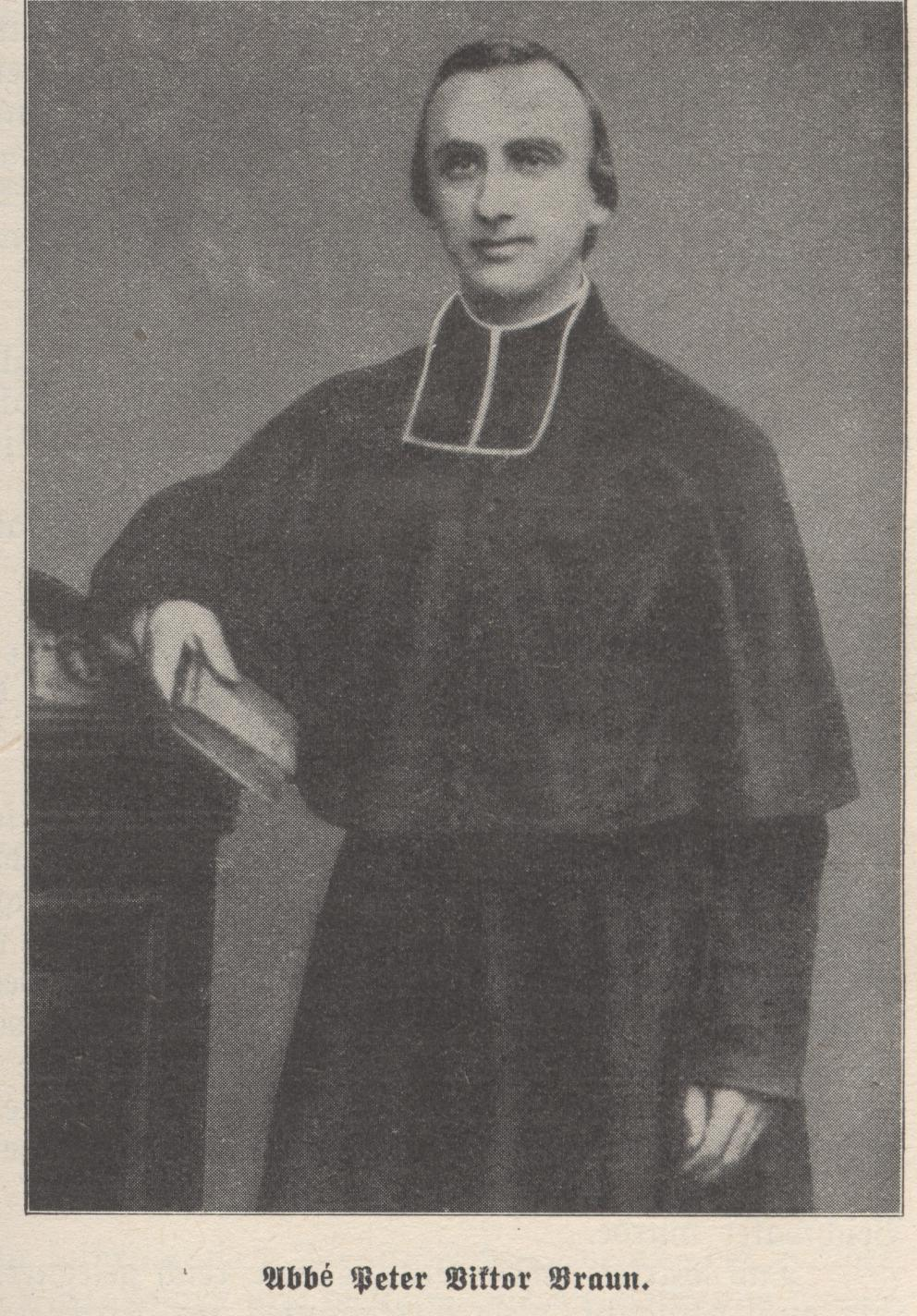
Abbé Peter Viktor Braun (1870)

Peter Viktor Braun (* 5. Juni 1825 in Saint-Avold, Lothringen; † 18. Mai 1882 in Argenteuil) war ein katholischer Priester des Bistums Metz und Gründer des Schwesternordens der „Dienerinnen des Heiligsten Herzens Jesu“. Da sich das Mutterhaus des Ordens heute in Wien befindet, wurde durch die dortige Erzdiözese 1993 der Seligsprechungsprozess von Peter Viktor Braun eingeleitet.

## Leben

### Herkunft und Jugend
Die Familie Braun ist in dem grenznahen Städtchen St. Avold, in Lothringen, alteingesessen. Ahnherr war der Tiroler Arzt Bernhard Braun, der 1634, im Dreißigjährigen Krieg, mit der Armee des Herzogs Karl hierherkam, bei deren Abzug zurückgebliebene Verwundete und auch Einwohner pflegte, wegen seiner Liebenswürdigkeit dort gerne gesehen war und sich schließlich hier niederließ, um eine Familie zu gründen. Die Brauns waren tiefgläubige Katholiken und stellten der lothringischen Kirche seither in allen Generationen Geistliche und Ordensleute.
Peter Viktor Braun wurde als Sohn des Kaufmanns Anton Nikolaus Braun im Familienstammsitz St. Avold geboren. Er war das 9. von 11 Kindern der Eltern. Sein Bruder Anton wurde ebenfalls Priester und starb 1885 als Jesuitenpater in Kanada.
1839 trat der Junge ins Priesterseminar zu Metz ein. Drei Mal musste er die Studien krankheitshalber unterbrechen und zur Familie zurückkehren. Sein labiler Gesundheitszustand ließ ihn befürchten, dass er auf das heiß ersehnte Priestertum verzichten müsse; bis er schließlich doch am 14. Juni 1851 die Priesterweihe erhielt.

### Priester und Ordensgründer
Abbé Braun wusste, dass er physisch für eine Pfarrei weniger geeignet war, und nahm bereitwillig die Stelle eines Erziehers, später des Direktors einer Schule an. Durch sein Verständnis und seine Hingabe gewann er rasch die Liebe der Kinder und das Vertrauen der Eltern, sowohl in St. Augustin als auch in Notre Dame in Metz wie in den Jugendwerken zu Flavigny.
Obwohl er sich als guter Erzieher bewährte, suchte er ein anderes Missionsgebiet. In Nancy entdeckte er das Apostolat der Armen und der Arbeiter. Er beschloss zu diesem Zweck in die Hauptstadt Paris zu gehen. Dort ward er zum geistlichen Leiter in einer „Besserungsanstalt“ für junge Straffällige ernannt. Da er sich aber zu sehr verausgabt hatte, musste er sich erneut bei seiner Familie ausruhen und wurde daher für zwei Jahre Pfarrer im Dörfchen Dourd’hal (heute nach St. Avold eingemeindet), bevor er wieder nach Paris zurückging.
1862 trat Braun dort bei den Brüdern des heiligen Vinzenz von Paul ein, einer von Johann Leo Le Prévost in Paris gestifteten Kongregation, die sich der geistigen und leiblichen Fürsorge des Arbeiterstandes verschrieben hatten. Im Institut „Notre Dame de Grâce“ im Pariser Viertel Grenelle traf er auf besonders viele Arbeiter und Lehrlinge aus Elsaß-Lothringen und Deutschland, deren Sprache seine Muttersprache war. Sie konnten sich weder im Alltag verständigen noch beichten, weshalb sich Pater Braun als ihr Landsmann mit besonderem Eifer um sie kümmerte. Gleichzeitig arbeitete der Lothringer Priester auch als Seelsorger in der Pfarrei Notre-Dame-des-Victoires (Unsere Liebe Frau der Siege), wo er ein beliebter Beichtvater und Prediger war. Es ist überliefert, dass er öfter bis zu drei Tage ununterbrochen im Beichtstuhl saß und nur ganz kurz unterbrach, um etwas zu sich zu nehmen oder zur Toilette zu gehen. Bei der Choleraepidemie 1867 besuchte er so viele Kranke und Sterbende, dass er vor Erschöpfung während dieser Beichtsitzungen öfter ohnmächtig wurde. Auch in dieser Gemeinde nahm er sich besonders der sozial gefährdeten Fremdarbeiter, der verlassenen Kinder und Kranken an.
Bald konnte er die karitative Arbeit nicht mehr allein bewältigen. Er suchte und fand Helferinnen, die sich in einer ordensähnlichen Gemeinschaft um ihn scharten. Pater Braun weihte die Gruppe am 17. Oktober 1866 dem Heiligsten Herzen Jesu. Nach anfänglichen Schwierigkeiten erhielt er schließlich die kirchliche Genehmigung zur Ordensgründung. Am 28. Februar 1868 fand die erste feierliche Einkleidung in der Kapelle der Dominikanerinnen zu Sèvres nahe Paris statt.
Während des Deutsch-Französischen Krieges 1870/71 kümmerten sich die neuen „Dienerinnen des Heiligsten Herzens Jesu“ um die Verwundetenpflege in den Lazaretten und Ambulanzen. Als der Gründer der Wiener Freiwilligen Rettungsgesellschaft, Jaromír Mundy, 1871 die Schwestern in einer Pariser Ambulanz bei der Arbeit sah, fasste er den Plan, sie nach Wien zu holen. Das Vorhaben wurde 1873 an der Wiener „Rudolph-Stiftung“ verwirklicht.
Nach dem Krieg waren die „deutschen“ Schwestern von Abbé Braun in Frankreich unerwünscht und mussten zunächst das Land verlassen. Die Kontakte nach Wien erwiesen sich nun geradezu als wie von der Vorsehung bestimmt, denn nach den Schwierigkeiten in Frankreich konnte jetzt in der Habsburger-Monarchie ein starker Zweig des Ordens entstehen, ebenso in Deutschland, nahe Köln. Dort lernte Braun, inzwischen meist „Pater Stifter“ genannt, den Pfarrer Schaubmeyer aus Niederfell kennen, der ihn um zwei Schwestern zur Versorgung der Kranken bat. Jene beiden Schwestern legten so 1872 den Grund für den Ausbau der Ordensgemeinschaft in Deutschland. Das Schwesternhaus in Niederfell besteht bis heute.
Braun war inzwischen schwer von der Lungentuberkulose gezeichnet. Dennoch schleppte er sich kreuz und quer durch Europa, um den Aufbau seiner Schwesterngemeinschaft zu lenken und voranzubringen. An Christi Himmelfahrt 1882 starb der Ordensstifter im Mutterhaus der Kongregation zu Argenteuil.

## Wachstum der Schwesterngemeinschaft
Aus der Schwesterngemeinschaft bildeten sich drei Provinzen: Frankreich, England und Österreich mit je drei eigenen Mutterhäusern in Argenteuil (1884), in Chigwell (1902) und in Wien (1893), die 2009 zusammen noch etwa 500 Mitglieder zählen. Der französische Zweig des Ordens wirkt in Frankreich, Belgien, Mali, Kolumbien und auf den Philippinen. Die Schwestern, die zum englischen Mutterhaus in Chigwell gehören, sind in England, Irland, Schottland, Wales, Kalifornien (USA), Kolumbien, Sambia, Uganda, El Salvador und auf den Philippinen tätig. Der Wiener Zweig wirkt neben Österreich auch in Deutschland, in Tschechien und in Polen.

## Seligsprechungsprozess
Viktor Braun stand im allgemeinen Rufe der Heiligkeit, weshalb man Material für einen eventuellen Kanonisationsprozess sammelte. Dieser wurde schließlich 1991 durch ein entsprechendes Seligsprechungsverfahren für Peter Viktor Braun eingeleitet. Wegen des dortigen Sitzes der Ordenszentrale war die Erzdiözese Wien federführend. 2003 kam der Prozess auf diözesaner Ebene zu einem positiven Abschluss und man übermittelte ihn zur weiteren Entscheidung nach Rom.

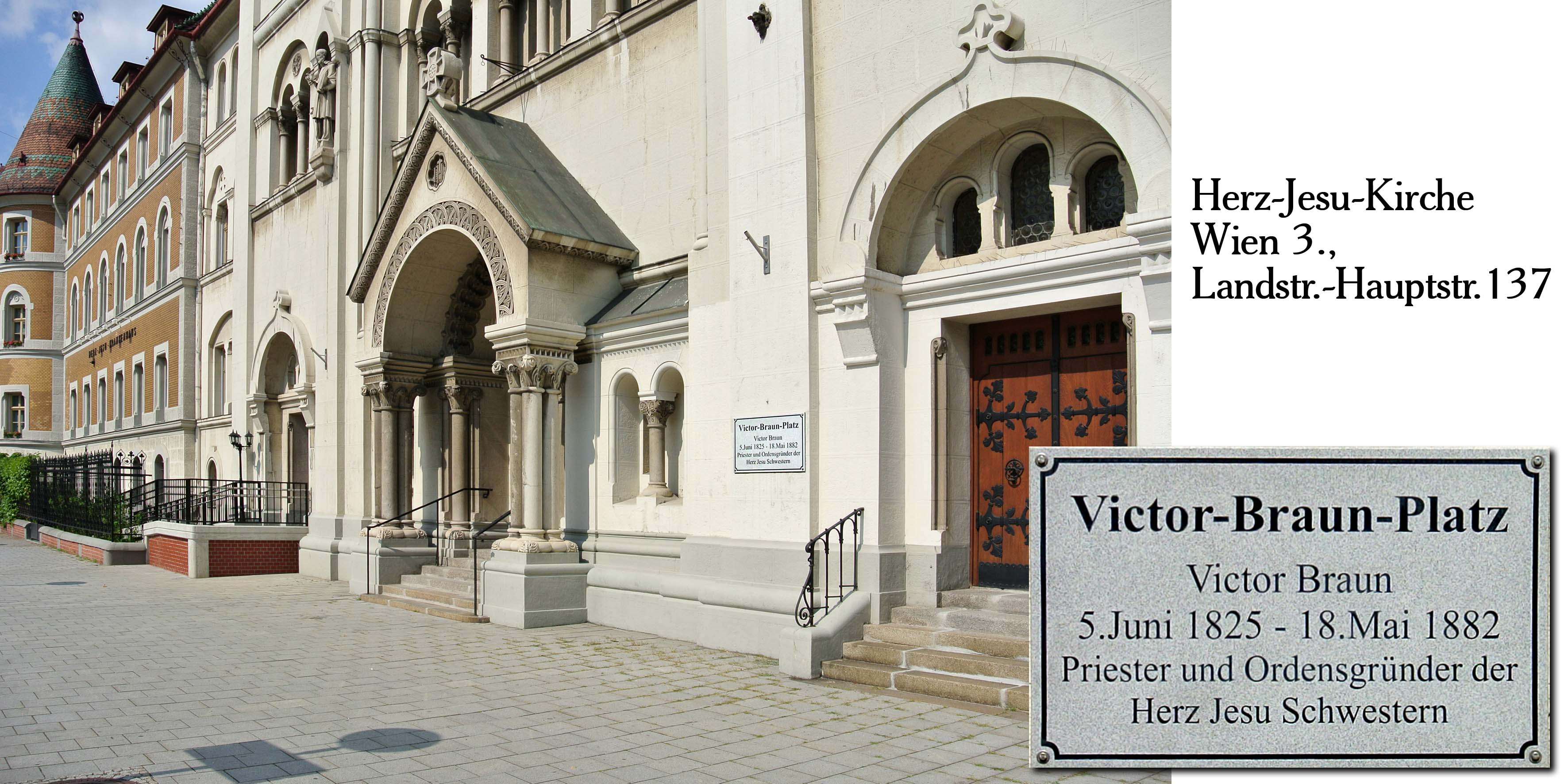
Peter Viktor Braun (* 5. Juni 1825 in St. Avold, Lothringen; † 18. Mai 1882 in Argenteuil) war ein katholischer Priester des Bistums Metz und Gründer der „Dienerinnen des Heiligsten Herzens Jesu“.

## Ehrungen
Seit 2010 ist in Wien-Landstraße (3. Bezirk, Landstraßer Hauptstraße 137) der Victor Braun-Platz nach dem Ordensgründer benannt.